# Knin vára
Knin vára (horvátul: Kninska tvrđava), várrom Horvátországban, Knin városában.

## Fekvése
A település központja felett délnyugatra emelkedő Spas-hegyen állnak jelentős romjai.

## Története
A vár stratégiai helyzeténél fogva az ország egyik legfontosabb erőssége volt, a horvát királyok fővárosaként a horvátok igazgatási, kulturális és egyházi központja, mely fénypontját 1074 és 1088 között Dmitar Zvonimir horvát király uralkodása alatt érte el. A 12. századtól a Magyar Királyság részeként a horvát bánok székhelye lett. 1345-től királyi vár, a horvát bánok igazgatása alatt. 1394-ben Garai Miklós nádor a vár alatt győzte le Hrvatinić Vuk bánt. 1401-ben várnagya megvédte a lázadóktól, 1403-ban Nápolyi László híveié lett. 1405-ben Zsigmond visszafoglalta. Miután 1463-ban Bosznia török uralom alá került falai alatt egyre gyakrabban jelent meg a török sereg bizonytalanná téve a környékbeli falvak életét. Az itteni lakosság a szigetekre, a jól védett dalmát városokba, valamint az ország északi részeire menekült. A legnagyobb méretű menekültáradat 1493-ban indult el Knin vidékéről. A gyakori támadások következtében a vár és a város védelme a 16. század elején tovább gyengült, végül 1522-ben elfoglalta a Gázi Huszrev bég vezette török sereg. A Velencei Köztársaság Knin birtoklását a Dalmácia feletti uralom biztosítékának tartotta, ezért kétszer is sikertelenül próbálta visszafoglalni 1648-ban és 1653-ban. Végül a török sereg 1683-as Bécs alatti veresége adott alkalmat arra, hogy Velence a horvát erők segítségével 1688-ban felszabadítsa a várat és a várost. Az 1797-es Campo Formió-i béke értelmében Dalmácia és vele Knin a Habsburg Birodalom része lett. Az 1805-ös pozsonyi béke Dalmáciával együtt a Francia Császársághoz csatolta, 1809-től az Illír tartományokba tagolták be. Napóleon lipcsei veresége után 1813-ban visszakerült osztrák uralom alá, mely 1918-ig a Dalmát Királyság részeként Zárából igazgatta. Kninnnek ebben az időszakban főként védelmi jelentősége volt köszönhetően az osztrák-török határhoz közeli fekvésének.

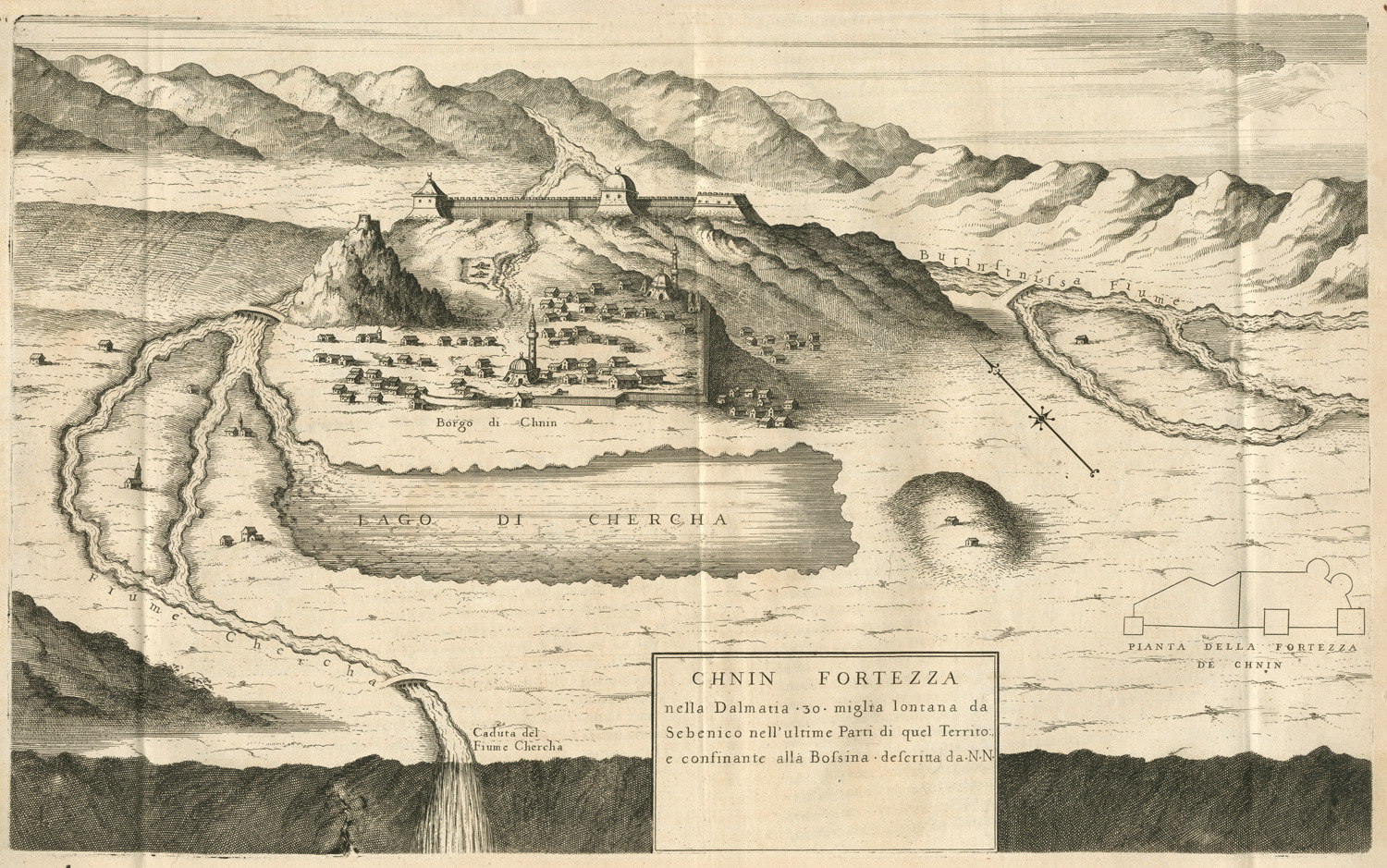
Knin egy 1687-ben készített metszeten

A Spas-hegy másik magaslatán Knin várától délre egy másik kisebb erődítmény áll Lábvár, melyet 1386-tól említenek királyi várként a horvát bán igazgatása alatt. 1423-tól a század végéig a vicebán gyakori székhelye volt. A 15. században a török veszély közeledtére megerősítették, ekkor épült a mai főkapu is. 1522-ben a várat elfoglalta a török és csak 1688-ban szabadult fel. Egy ideig még fontos határvár volt, később jelentőségét veszítve elhagyták, anyagát részben a város házainak építéséhez használták fel.

## A vár mai állapota
Knin várának maradványa a várostól nyugatra fekvő 345 méteres magaslaton a Spas-hegy északkeleti platóján áll, mintegy száz méterre emelkedik a település fölé. Dalmácia egyik legnagyobb méretű vára. A romterület hosszúsága 470 méter, szélessége 110 méter. Építése talán a 9. században a középkori horvát állam születése idején kezdődött. Knin vára több horvát király időleges székhelye volt, állandó székhellyé Zvonimir király idején vált. A vár öt részre osztható, ezek az Alsóvár (Donji grad), a Középső vár (Srednji grad), a Felsővár (Gornji grad) vagy Kastély (Kaštel), Lábvár (Kaštel Lab) vagy Bandijera és a Déli vár (Južni grad) vagy Belveder. A vár alsó, felső és középső részét felvonóhidak kötik össze. A legrégibb rész az északi részen levő felsővár, míg az alsó és a középső vár később, a középkor folyamán épült. 

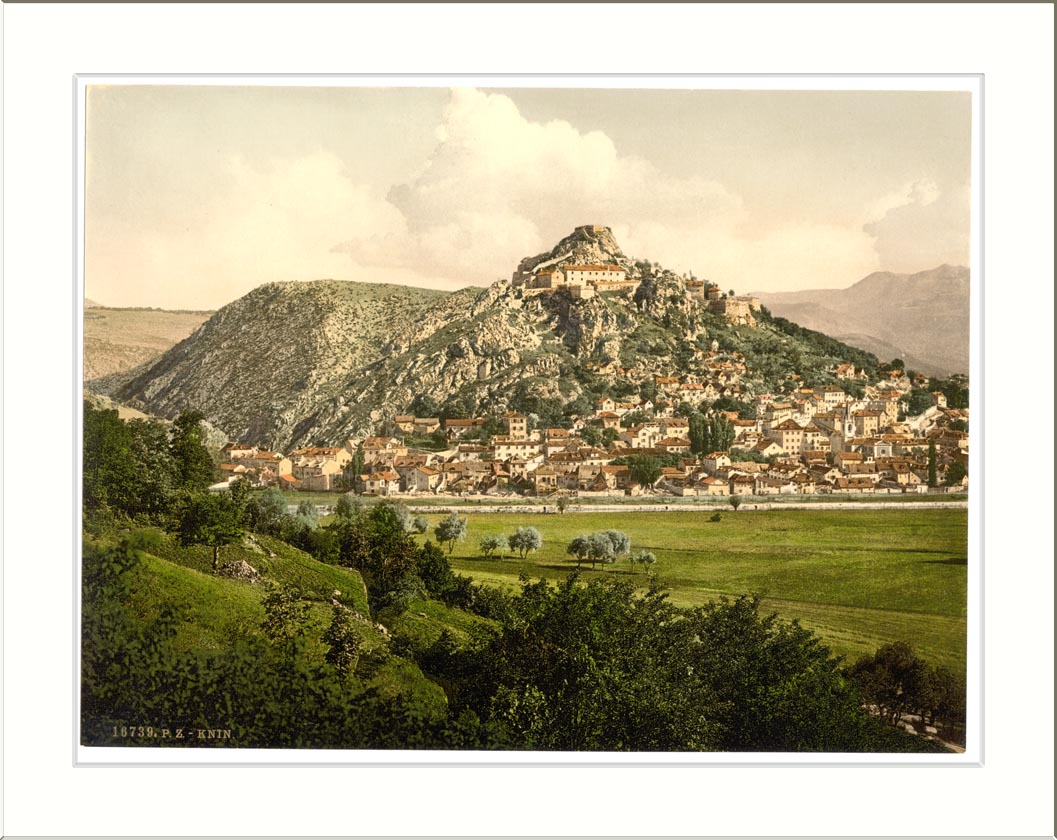
Knin látképe az Osztrák–Magyar Monarchia idejében.

A Felsővárnak északi része a legrégibb, az itt található falon még a legrégebbi horvát templomok építési jellegzetességei figyelhetők meg. A fal többi része jóval később, a késő középkorban épülhetett. A velencei időkben ezt a részt észak felé egy háromszintes bástyaszerűséggel jelentősen kibővítették. Különösen érdekes ennek a résznek a kazamatarendszere, melyet Kalunericának neveznek. Feltűnő ennek a résznek a romos állapota. Az egykori kaszárnya falait például fából ácsolt állványzattal kellett megtámasztani.
Valamivel lejjebb fekszik a Középsővár, melynek területére az alsóvárból, a Grimani-bástya erős kapuján keresztül lehet bemenni. A törökök előtti időkben, a középsővárat Garištának nevezték. A középső várat a Grimani bástyán kívül az északkeleti részen egy kerek bástya, valamint a Pasqualigo, az Új Kréta és nyugaton a Szent Cecilia őrállások védték. Itt volt még egy élelmiszerraktár a kétszersültek tárolására, a fegyverraktár és lőportár is.             
Az Alsóvár gyakorlótere fölötti magaslaton állt még a Lábvár, vagy később Bandiera. Az erődnek e legmagasabb, de legkisebb részén, semmilyen épület sem maradt fenn, mivel idővel az egészet egy tüzérségi lőállássá alakították át. A közelmúltban ide állították fel a már messziről jól látható országzászlót, s ezért is nevezik mostanában Bandierának. A Lábvár területére az Alsóvárból és a Belvedere őrállásból lépcsőn lehet feljutni.             
Az Alsóvár a knini várnak a velenceiek által leginkább felújított része. Teljesen fennmaradt az alsóvár főkapujának teljes védelmi rendszere: az őrhelyek, a Pisani-bástya, a várkapu barokk kőportálja, a vasalt kapuszárnyak, a kapu előtti árok és a rajta átvezető fahíd. Ide tartozik még a harapófogónak nevezett falrendszer, a Vedrano-bástya valamint a pékműhellyel, a kovácsműhellyel, a Szent Borbála várkápolnával keretezett tágas tér. A kápolna melletti harangláb harangját maga II. János Pál pápa adományozta. A harang minden nap 10 óra 45 perckor szólal meg, Knin városa 1995. augusztus 5-i felszabadulásának emlékére. Közelében található a kormányzói fegyvertár épülete, mely ma az óvárosi tanácsnak és egy múzeumnak ad helyet, de van itt egy kaszárnya is melyben ma galéria található. A közelben található a vár megmentőjének Lujo Marun atyának, 1995 szeptemberében emelt szobra. 
A Krka folyó szűk völgye fölé meredő sziklákon, a vár délnyugati részén fekszik a vár legújabb része a Belvedere. E részbe egy mély árkon átvezető felvonóhídon keresztül lehet bejutni. A Belvedere kapuját a Belvedere-bástya, az Emo-félbástya és lőréses, mellvédes falak védték. A Belvedere területén két kaszárnya és egy kórházépület található, amelyekben a vármúzeumot helyezték el. A vármúzeum a spliti régészeti múzeumhoz tartozik, 1893-ban alapították.